# Поливанов, Лев Иванович
Лев Ива́нович Полива́нов (1838—1899) — русский педагог, литературовед, общественный деятель, основатель частной Поливановской гимназии.

## Биография
Происходил из дворянского рода Поливановых, сын артиллерии поручика Ивана Гавриловича Поливанова (1799—1868) (участника русско-турецкой войны, автора записок о войне) и Прасковьи Васильевны (урожд. Демидовой) (правнучки Прокофия Акинфиевича Демидова). С 1844 года жил в Москве, учился в 1-й гимназии, а затем в 4-й, которую окончил в 1856 году. В 1861 году окончил историко-филологический факультет Московского университета.
С 1864 по 1875 год он преподавал русский язык и словесность в родной 4-й московской гимназии. В 1868 году открыл в Москве (Пречистенка, дом 32) частную мужскую классическую гимназию, директором которой был до конца жизни. В этой школе учились многие будущие прославленные русские литераторы: Валерий Брюсов, Максимилиан Волошин, Андрей Белый, Вадим Шершеневич, Сергей Шервинский, Сергей Эфрон, Сергей Заяицкий, Николай Позняков, шахматист Александр Алехин и многие другие.
Будучи методистом филологом логико-стилистического направления, Лев Иванович главной целью изучения литературы в школе считал развитие у учащихся логического мышления и литературной речи. Выступал за исторический принцип в преподавании русского языка. Был составителем ряда многократно переиздавшихся школьных хрестоматий и учебников русского языка. Автор работ о В. А. Жуковском, А. С. Пушкине, Л. Н. Толстом и др., издатель и редактор произведений классиков русской литературы, переводил Ж. Расина, П. Корнеля.
Поливанов стал одним из основоположников стиховедения, исследовавшим ритмику 6-стопного ямба в русской поэзии XVIII—XIX в. (предисловие к переводу «Аталии» Расина).
Умер 11 февраля 1899 года от рака почек. Похоронен на кладбище Новодевичьего монастыря в Москве. На средства выпускников и педагогов Поливановской гимназии по проекту С. У. Соловьёва сооружено надгробие в древнерусском стиле. В советское время могила перенесена на Новодевичье кладбище.

## Семья
Был женат на Марии Александровне (урожд. Локкенберг)
Дети:
- Поливанова, Ольга Львовна (1862-?)
- Поливанов, Иван Львович (1867—1942) - возглавил гимназию после смерти отца вплоть до ее закрытия
- Поливанова, Софья Львовна (1869-?)
- Поливанова, Анна Львовна (1871-?)
- Поливанов, Лев Львович (1875—1943)

Внебрачные сыновья Л. И. Поливанова от Валентины Петровны Кобылинской:
- Лев Эллис-Кобылинский (1879—1947) — русский поэт-символист
- Кобылинский, Сергей Львович (1882-?)